# Sick Abed

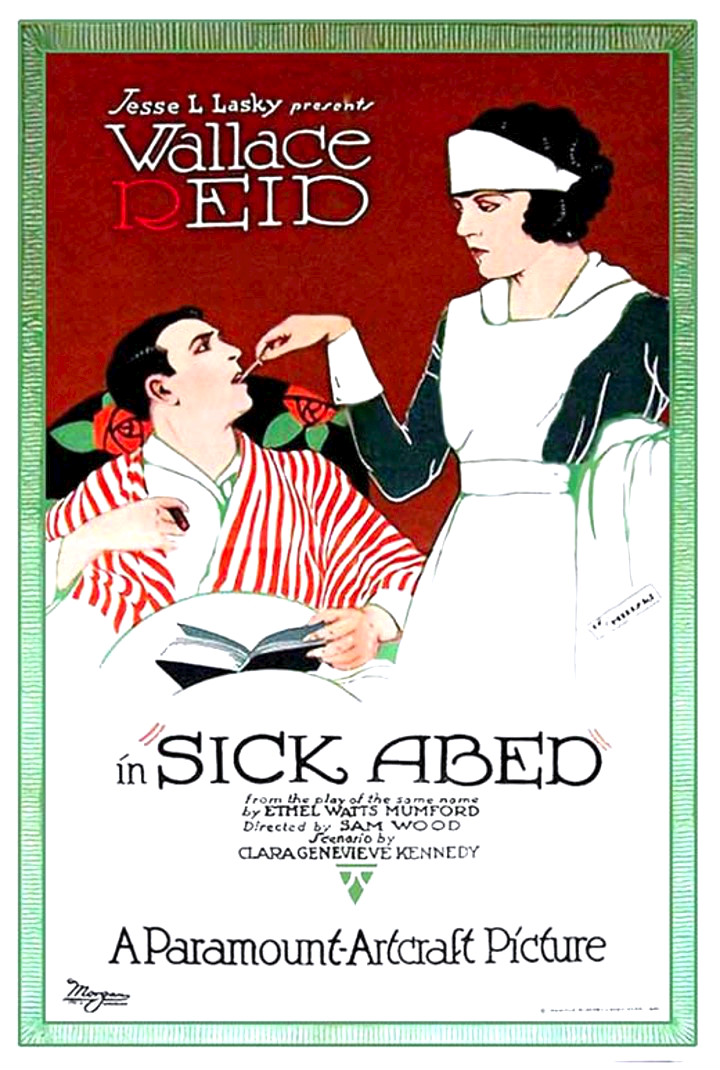
Affiche du film.

Sick Abed est un film américain réalisé par Sam Wood et sorti en 1920.

## Synopsis
John Weem, son épouse Constance et Reginald Jay habitent ensemble. À la demande de Reginald, John emmène une cliente visiter le ranch du garçon. John et la femme sont retenus sur la route lorsque leur automobile tombe en panne.
Pendant ce temps, Constance, qui se considère comme une épouse incomprise, consacre son temps à l'écriture de scénarios pour des films. Elle rencontre Reginald et insiste pour qu'il joue le rôle de l'amant Orlando dans le scénario de son film. Jay part alors pour la ville dans son automobile quand il voit John et la cliente sortir d'un relais routier notoire.
Reginald est choqué, mais John explique qu'ils étaient simplement entrés dans les lieux pour s'abriter pendant un orage. John renvoie son chauffeur et Jay le ramène à l'auberge. Pour compliquer les choses pour John, le chauffeur renvoyé dit à Constance que John était au relais routier avec une femme étrange, sur quoi Constance décide de demander le divorce.
John, conscient que Reginald sera appelé comme témoin puisqu'il a reçu une assignation à comparaître, incite Reginald à prétendre qu'il est malade et a embauché deux charlatans, les Drs. Macklyn et Widner. La belle infirmière Durant est également embauchée, et Reginald tombe rapidement amoureux d'elle.

## Fiche technique
- Réalisation : Sam Wood
- Scénario : Clara Genevieve Kennedy d'après la pièce Sick-a-bed d'Ethel Watts Mumford[2].
- Producteurs : Adolph Zukor, Jesse L. Lasky
- Photographie : Alfred Gilks
- Distributeur : Paramount Pictures / Artcraft
- Durée : 5 bobines
- Date de sortie : 
  - États-Unis : 27 juin 1920

## Distribution
- Wallace Reid : Reginald Jay
- Bebe Daniels : Nurse Durant
- John Steppling : John Weems

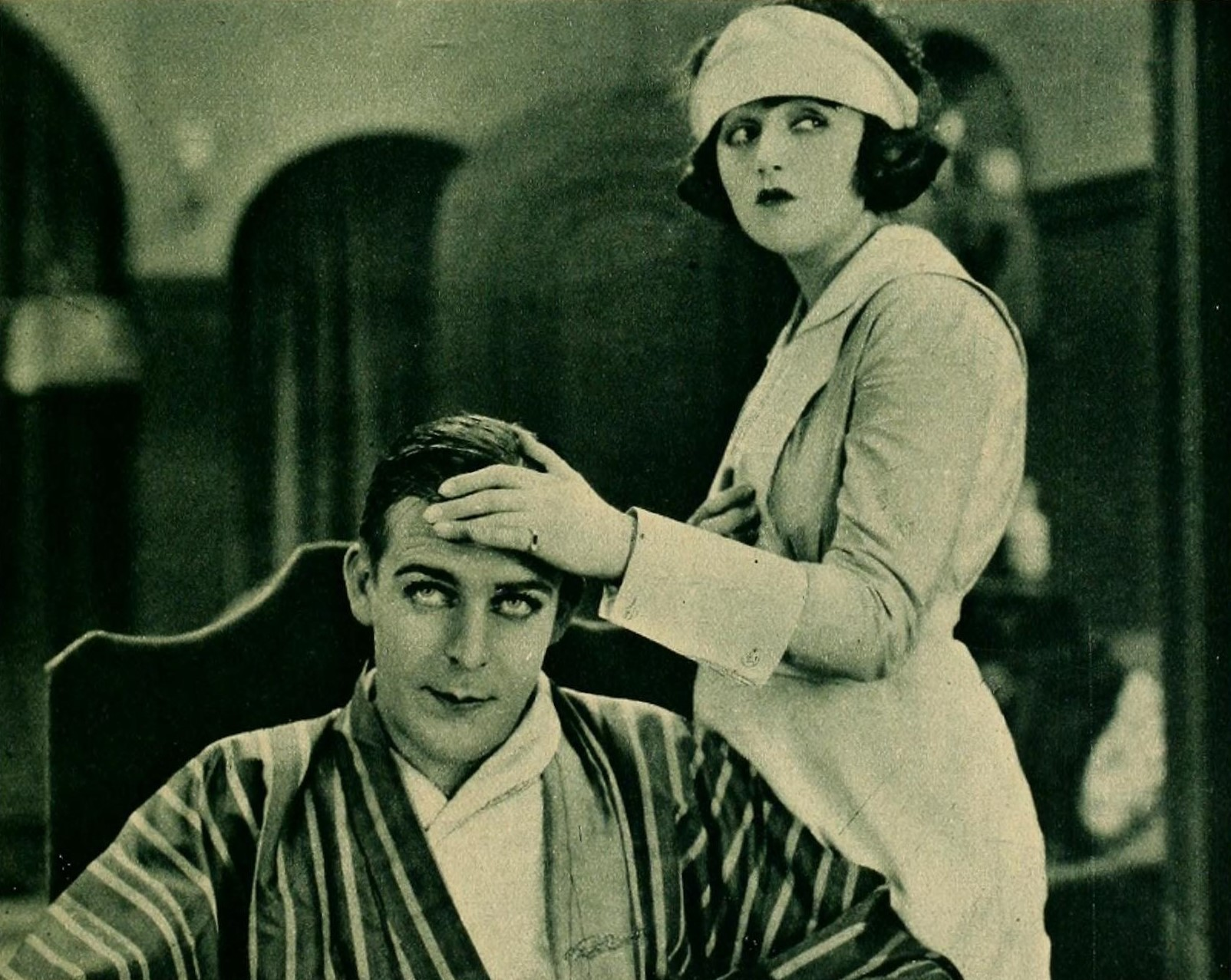
Wallace Reid et Bebe Daniels dans une scène du film.

- Winifred Greenwood : Constance Weems
- Tully Marshall : Detective Chalmers
- Clarence Geldart : Dr. Macklyn
- Lucien Littlefield : Dr. Widner
- Robert Bolder : Dr. Flexner
- Lorenza Lazzarini : Customer
- George Kuwa : Wing Chow